# ماجدة قنديل
ماجدة السيد قنديل (1958 - 2020)، هي أكاديمية وخبيرة اقتصادية مصرية شغلت عدة مناصب منها: المدير السابق للمركز المصري للدراسات الاقتصادية، مستشارة صندوق النقد الدولي، والمديرة التنفيذية في المركز المصري للدراسات الاقتصادية ECES، ورئيسة قسم الاقتصاد في جامعة ويسكونسن بأمريكا.
هي من مواليد مصر في 5 مايو 1958، تخرجت مع بكالوريوس العلوم في الاقتصاد من جامعة القاهرة عام 1978. ثم حصلت على درجة الماجستير من جامعة نوتر دام عام 1982، وماجستير في إدارة الأعمال من جامعة إنديانا ، حاصلة على دكتوراه في الاقتصاد عام 1988 من جامعة ولاية واشنطن.

## وفاتها
توفيت يوم 17 يونيو 2020.

## مؤلفات
- لها العديد من الأبحاث والإسهامات في المجال الاقتصادي.